# 内澤旬子
内澤 旬子（うちざわ じゅんこ、1967年3月16日 - ）は、日本のイラストルポライター、装丁家、製本家。

## 人物・来歴
異文化、建築、書籍、屠畜などをテーマに、日本各地・世界各国を旅し、緻密な画力を生かしたイラスト・ルポルタージュを書く。
神奈川県出身。國學院大學文学部哲学科卒業。大学卒業後、編集者を志望したが出版社に合格せず、一般企業のOLになる。大学の恩師の鎌田東二から雑誌の表紙イラストを頼まれたことをきっかけに、1992年からイラストの仕事をするようになる。1997年から、雑誌『本とコンピュータ』で、編集者松田哲夫の連載「印刷に恋して」のイラストルポを担当する。同時期に装丁の仕事も始める。1998年、「印刷に恋して」の編集担当だった河上進（南陀楼綾繁）と結婚。多くの共同作業を行なっていたが、2011年に離婚。
家族ぐるみで交流があった平野甲賀夫妻が2014年に香川県の小豆島に移り住んだのに、ほぼ期を同じくして、自身も小豆島に移住し、狩猟・採集生活を行なう。
宮田珠己、高野秀行と「エンタメノンフ文芸部」を結成している。

## 連載
- 『ひとガキ』小学館 ビッグコミックスペリオール 巻末コラム（2009年 - ）

## 著書
- 『センセイの書斎 イラストルポ「本」のある仕事場』　幻戯書房　2006年5月　ISBN 4901998161
- 『世界屠畜紀行』　解放出版社　2007年1月　ISBN 4759251332　（のち角川文庫　ISBN 978-4043943951）
- 『おやじがき―絶滅危惧種中年男性図鑑』　にんげん出版　2008年11月 ISBN 4931344224
- 『身体のいいなり』　朝日新聞出版　2010年12月　ISBN 978-4022508195　（のち朝日文庫　ISBN 978-4022617767） - 第27回講談社エッセイ賞受賞
- 『飼い喰い　三匹の豚とわたし』　岩波書店　2012年2月　ISBN 978-4000258364　（のち角川文庫　ISBN 978-4041109106）
- 『捨てる女』　本の雑誌社　2013年11月　ISBN 978-4860112486　（のち朝日文庫　ISBN 978-4022618993）
- 『内澤旬子のこの人を見よ』　小学館　2013年8月21日　ISBN 4093883203
- 『漂うままに島に着き』　朝日新聞出版　2016年8月19日　ISBN 978-4022514035　（のち朝日文庫　2019年7月5日ISBN 9784022619754）
- 『ストーカーとの七〇〇日戦争』　文藝春秋　2019年5月　ISBN 978-4163910284　（のち文春文庫　ISBN 978-4167918507）
- 『着せる女』　本の雑誌社　2020年2月　ISBN 978-4860114398
- 『内澤旬子の島へんろの記』　光文社　2020年11月　ISBN 978-4334952068
- 『カヨと私』 本の雑誌社 2022年7月6日 ISBN 9784860114701
- 『私はヤギになりたい ヤギ飼い十二カ月』 山と渓谷社 2024年8月19日 ISBN 9784635064019

## 共著
- 『遊牧民の建築術 ゲルのコスモロジー』　INAX出版　1993年9月　ISBN 978-4872755442
- 『カナディアンサマー・KYOKO』（村中李衣が文で挿絵を担当）　理論社〈童話パラダイス〉　1994年1月　ISBN 978-4652004838
- 『きこえるきこえる ぽう神物語』（加藤多一が文で挿絵を担当）　文渓堂〈創作のとびら〉　1994年4月　ISBN 978-4894230248
- 『東方見便録 「もの出す人々」から見たアジア  』（斉藤政喜が文でイラストを担当）　小学館　1998年5月　ISBN 978-4093720113　（のち文春文庫　ISBN 978-4167157173）
- 『かわむらまさこのあつい日々』（村中李衣が文で挿絵を担当）　理論社〈文学の泉〉 1998年6月　ISBN 978-4265041411
- 『アジア路地裏紀行』(下川裕治・編）　徳間文庫　1999年10月　ISBN 978-4198911904
- 『印刷に恋して』（松田哲夫が文でイラストを担当）　晶文社　2001年12月　ISBN 978-4794965011 - 第3回ゲスナー賞「本の本」部門受銀賞受賞
- 『「本」に恋して』（松田哲夫が文でイラストを担当）　新潮社　2006年2月　ISBN 978-4103009511
- 『辺境の旅はゾウにかぎる』（高野秀行著、高野との対談を収録）　本の雑誌社　2008年6月　ISBN 978-4860110833
- 『東京見便録』（斉藤政喜が文でイラストを担当）　文藝春秋　2009年3月　ISBN 978-4163711706

## メディア出演等
- 23時開店!女の談話室 スナックHKB23 (BS-TBS、2018年8月10日- )